# Геннадий
Генна́дий — мужское русское личное имя, восходящее к др.-греч. Γεννάδιος; γεννάδας (геннадас) — «благородный», «благородного происхождения».
Существует также предположение, что имя связано с древнегреческими двухосновными именами с компонентом γένος (генос — «род»). Оно, возможно, образовалось как краткая видоизменённая форма от таких имён, как Διογένης (Диоген), Γερμογένης (Гермоген), и им подобных (в первом случае — «рождённый Зевсом»; во втором — «рождённый Гермесом»).

## Именины
- Православные (даты даны по григорианскому календарю)[4]: 7 апреля
- 5 февраля, 22 февраля, 23 февраля, 5 июня, 5 июля, 13 сентября, 30 ноября, 2 декабря, 17 декабря, 18 декабря